# Tahoe Rim Trail
Le Tahoe Rim Trail (TRT) est un circuit de randonnée pédestre de 165 miles soit 265 kilomètres, autour du Lac Tahoe positionné à cheval entre la Californie et le Nevada aux États-Unis. Le circuit est situé entre un point le plus bas à 1 900 m à l'embouchure du Lac Tahoe et un point le plus haut à 3 151 m à Relay Peak dans le Nevada. Environ 80 km de circuit situés au-dessus de la côte ouest du lac font partie du Pacific Crest Trail, le « Chemin des crêtes du Pacifique », un sentier de grande randonnée et d'équitation de l'ouest des États-Unis allant de la frontière mexicaine à la frontière canadienne long de 4 240 km.